# 40-я ракетная дивизия

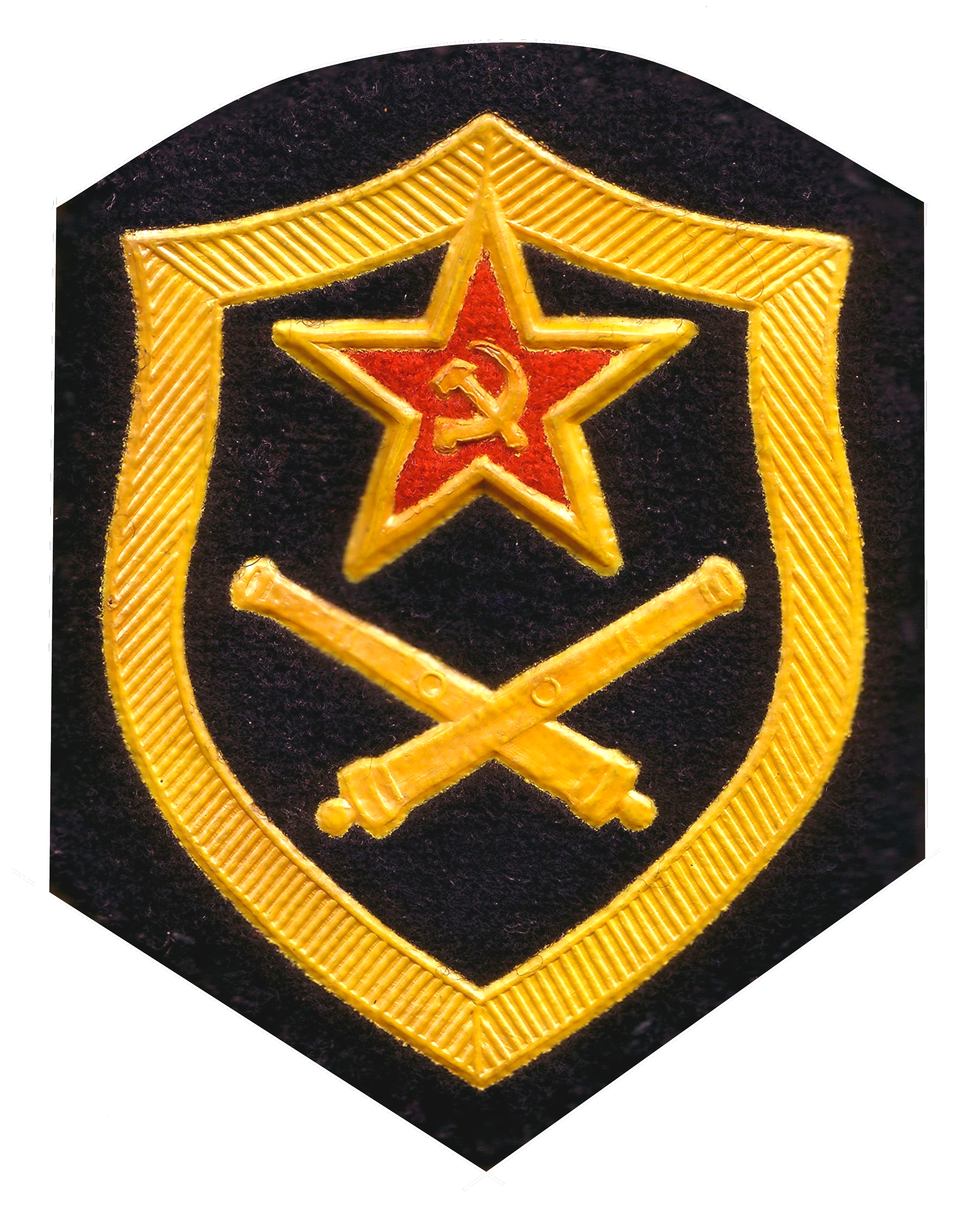
Нарукавный знак РВСН ВС СССР.

40-я ракетная Красносельская Краснознамённая ордена Суворова дивизия (в/ч 14297) — дивизия в составе 50-й ракетной армии ракетных войск стратегического назначения СССР, командный пункт дивизии дислоцировался  в городе Острове Псковской области.

## История
40-я ракетная дивизия  создана в апреле 1961 года на базе 8-й ракетной бригады (сформированной из  51-й пушечной артиллерийской бригады). Почётное наименование и ордена переданы по преемственности. Штаб - в г.  Острове Псковской области. 
С 1961 года в дивизии под руководством командира шло формирование управления ракетной дивизии, ракетных полков и дивизионов, обучение личного состава ракетной технике, изучение, прежде всего, самой ракеты Р-12. Формировались боевые расчёты пуска в ракетных дивизионах и полках. Совершенствовалась боевая готовность дивизии, сокращалось время готовности к нанесению ракетного ядерного удара с учётом времени по графикам пуска ракет.
Создавалась и совершенствовалась система боевого дежурства. Проводились тренировки по повышению живучести частей и подразделений дивизии путём вывода наземных пусковых установок из-под удара в угрожаемый период с задачей проведения пусков с полевых стартовых позиций. Проводился выбор полевых районов и полевых позиций и их геодезическое обеспечение.
Одновременно шло капитальное строительство жилья и казарменного фонда, устраивалась жизнь и быт офицерского состава и членов их семей. Организовывалось и постепенно улучшалось материально-бытовое обеспечение, питание, санитарно-медицинское обеспечение. Началось строительство и развитие объектов культурно-бытового обеспечения.
Большие трудности создавала география размещения ракетных полков. Позиционный район дивизии располагался на территории от городов Остров Псковской области и Кингисепп Ленинградской области до пос. Тайбола Мурманской области.
В различные годы на вооружении дивизии состояли: ракетные комплексы  Р-12 (8К63) и Р-14 (8К65). 
Расформирована дивизия 11 июля 1990 года.

## Командиры дивизии
- полковник Колчанов, Александр Дмитриевич[1] (8-я рб) (01.09.1960 г. — 04.1961 г.)
- генерал-майор Бровцын Александр Николаевич[2] (04.1961 г. — 08.1965 г.)
- генерал-майор Дадаян, Акоп Степанович[3] (08.1965 г. — 04.1973 г.)
- генерал-майор Тырцев, Борис Константинович[4] (04.1973 г. — 07.1976 г.)
- генерал-майор Шаталов, Игорь Леонидович[5] (07.1976 г. — 10. 1983 г.)
- полковник Соколых, Юрий Михайлович[6] (10. 1983-1987 гг.)
- полковник Ковалёв, Виктор Анатольевич[7] (1987-1990 гг.)

## Начальники штаба дивизии
- полковник Лавровский Борис Михайлович (1961-1965 гг.),
- полковник Степанов Борис Александрович (1965 г. - ?)
- полковник Журавлёв Юрий Михайлович (1981-1984 гг.)

## Состав
- Управление (штаб), позывной «Ветряк», г. Остров-3 Псковской  области[8]. (57°21′34″ с. ш. 28°18′41″ в. д.HGЯO).
- 4-й отдельный батальон связи/730-й отдельный узел связи/730-й узел связи  (в/ч 03076), г. Остров-3 Псковской  области[9]. (57°21′33″ с. ш. 28°18′31″ в. д.HGЯO).
- 647-й ракетный полк (в/ч 23458), позывной «Зимовник», г. Остров-3 Псковской обл., комплекс Р-12Н до 1990 г., Р-12В до 1982 года. 30 июня 1990 года полк  расформирован[10]. 
  -     - 1-й ракетный дивизион с 4-мя пусковыми установками Р-12 (SS-4) заступил на боевое дежурство 1 октября 1960 года (одна ПУ), 1 января 1961 года (вторая ПУ, но боеголовки поступили только в апреле 1961 года), а 25 сентября 1961 года - две оставшиеся ПУ (57°32′00″ с. ш. 28°12′47″ в. д.HGЯO)[11].
    - 2-й ракетный дивизион с 4-мя пусковыми установками Р-12 (SS-4) заступил на боевое дежурство 25 сентября 1961 года (две ПУ) и 10 декабря 1961 года (две оставшиеся ПУ) (57°36′58″ с. ш. 28°12′20″ в. д.HGЯO)[12].
    - 3-й ракетный дивизион с 4-мя шахтными пусковыми установками Р-12У (SS-4) заступил на боевое дежурство 4 февраля 1965 года (57°24′17″ с. ш. 28°26′33″ в. д.HGЯO)[13].
- 303-й ракетный полк (в/ч 14379), г. Кингисепп Ленинградской обл., комплекс Р-12Н, Р-12В до 1980 года. В 1982 году полк расформирован[14]. (59°23′32″ с. ш. 28°39′09″ в. д.HGЯO)[15]. 
  -     - 1-й ракетный дивизион с 4-мя ПУ Р-12 (SS-4) заступил на боевое дежурство 10 сентября 1962 года (59°29′23″ с. ш. 29°12′26″ в. д.HGЯO)[16].
    - 2-й ракетный дивизион с 4-мя ПУ Р-12 (SS-4) заступил на боевое дежурство 15 февраля 1963 года (59°28′43″ с. ш. 29°06′15″ в. д.HGЯO)[17].
    - 3-й ракетный дивизион с 4-мя ШПУ Р-12 (SS-4) заступил на боевое дежурство 12 февраля 1964 года (59°25′14″ с. ш. 28°53′57″ в. д.HGЯO)[18][19].
- 24-й ракетный полк (в/ч 89501), позывной  «Агент» (пос. Песчаный Кольского района Мурманской области, ж. д. станции Тайбола и Кица) — 6 ШПУ Р-14У, с 1962 по 1983 год. 28 августа 1984 года полк передислоцирован в Канск Красноярского края в состав 23-й гвардейской ракетной дивизии. Одновременно полк получил новый номер - в/ч 03473[20]. (68°30′10″ с. ш. 33°12′14″ в. д.HGЯO)[21].
  -     - 1-й ракетный дивизион с 3-мя ШПУ Р-14У (SS-5) - 5 февраля 1963 года. (68°30′30″ с. ш. 33°22′07″ в. д.HGЯO)[22].
    - 2-й ракетный дивизион с 3-мя ШПУ Р-14У (SS-5) - 12 ноября 1963 года. (68°27′59″ с. ш. 33°16′06″ в. д.HGЯO)[23].
    - 3-й ракетный дивизион с 3 Р-14У так и не заступил на боевое дежурство, а пусковые сооружения не были завершены и строительство шахт прекращено в 1964 году. (68°25′57″ с. ш. 33°29′10″ в. д.HGЯO)[24].

- 305-й гвардейский ракетный Кенигсбергский Краснознамённый ордена Кутузова полк (в/ч 33847), позывной «Задор», г. Выру в Эстонии. (57°49′26″ с. ш. 27°01′26″ в. д.HGЯO). В 1982 году передан из 23 рд (г. Валга в Эстонии), комплекс Р-12Н до 1989 года. Оба дивизиона сняты с боевого дежурства в 1989 году, а вскоре, в 1990 году, полк был расформирован[25][26]. 
  -     - 1-й ракетный дивизион с 4-мя пусковыми установками Р-12 (SS-4) заступил на боевое дежурство 1 января 1962 года. (57°45′48″ с. ш. 26°47′22″ в. д.HGЯO)[27].
    - 2-й ракетный дивизион с 4-мя пусковыми установками Р-12 (SS-4) заступил на боевое дежурство 1 января 1962 года (5-я и 6-я батареи) и 10 февраля 1962 года (7-я и 8-я батареи). (57°49′11″ с. ш. 26°50′44″ в. д.HGЯO)[28].

- 30-й гвардейский ракетный Рижский ордена Кутузова полк (в/ч 89502; 79728), позывной «Равелин», г. Алуксне в Латвии. (57°25′22″ с. ш. 27°04′15″ в. д.HGЯO). В 1982 году передан из 23 рд (г. Валга в Эстонии), комплекс Р-12Н до 1989 г.,  Р-12В до 1984 года. 16 января 1984 года 3-й дивизион с 4-я шахтными пусковыми установками Р-12 снят с боевого дежурства. В 1989 году сняты с дежурства 1-й и 2-й дивизионы (все 8 ПУ Р-12). В 1990 году полк расформирован[29][30].
  -     - 1-й ракетный дивизион с 4-мя ПУ Р-12 (SS-4) заступил на боевое дежурство 1 января 1962 года.  (57°25′03″ с. ш. 26°50′06″ в. д.HGЯO)[31].
    - 2-й ракетный дивизион с 4-мя ПУ Р-12 (SS-4) - 2 ПУ заступили на боевое дежурство 1 декабря 1962 года и ещё две ПУ - 1 января 1963 года. (57°21′06″ с. ш. 26°44′37″ в. д.HGЯO)[32].
    - 3-й ракетный дивизион с 4-мя ШПУ Р-12У (SS-4) заступил на боевое дежурство 15 февраля 1963 года. (57°13′11″ с. ш. 26°32′55″ в. д.HGЯO)[33].

## Вооружение
В различные годы на вооружении дивизии стояли ракетные комплексы:
- В 1961-1990 гг. — Р-12 (8К63).
- В 1963-1983 гг. — Р-14 (8К65).